# Annamaija Oinas
Annamaija Oinas (* 10. Januar 2003) ist eine finnische Nordische Kombiniererin.

## Werdegang
Oinas, die für Taivalkosken Kuohu startet, gab ihr internationales Debüt am 12. August 2016 im heimischen Vuokatti im Rahmen des Youth Cups, wo sie wie am Folgetag beim Gundersen-Wettkampf von der Mittelschanze und über vier Kilometer den sechsten Platz belegte. Im April 2017 gewann Oinas erstmals den finnischen Meistertitel in Taivalkoski, was sie im März 2018 wiederholen konnte.
Zu Beginn der Saison 2018/19 gab Oinas ihr Debüt im Continental Cup, welcher für die Frauen die höchste Wettkampfserie darstellt. Sie nahm an den beiden Wochenenden in Steamboat Springs und Park City an den Wettbewerben teil und platzierte sich dabei dreimal auf dem achten Platz. Ende Januar 2019 nahm Oinas an den Nordischen Junioren-Skiweltmeisterschaften 2019 in Lahti teil, bei der erstmals ein Juniorinnen-Wettbewerb in der Kombination abgehalten wurde. Beim Gundersen-Wettkampf belegte sie den fünften Platz. Darüber hinaus ging sie auch bei Skisprung-Wettbewerben an den Start und erreichte dabei den 52. Rang im Einzel sowie den dreizehnten Platz im Mixed-Teamspringen gemeinsam mit Julia Tervahartiala, Mico Ahonen und Jonne Veteläinen. Bei den Olympischen Jugend-Winterspielen 2020 in Lausanne belegte Oinas Rang 18 in der Nordischen Kombination sowie den 30. Platz im Spezialsprunglauf. Rund anderthalb Monate später nahm sie an den Nordischen Junioren-Skiweltmeisterschaften 2020 in Oberwiesenthal teil, wo sie im Gundersen Einzel mit über acht Minuten Rückstand auf die Siegerin den 30. Platz erreichte. Darüber hinaus wurde sie Elfte im Mixed-Team sowie Zwölfte im Teamwettbewerb der Skispringerinnen. In der Saison 2020/21 nahm Oinas nach mehr als zweijähriger Pause wieder an Wettbewerben des Continental Cups teil und lief dabei an allen drei Wettbewerben in Eisenerz in die Punkteränge. Mitte Februar trat sie bei den Nordischen Junioren-Skiweltmeisterschaften 2021 an, die erneut in Lahti stattfanden. Im Gundersen Einzel belegte Oinas Rang 23, ehe sie zwei Tage später gemeinsam mit Rasmus Ähtävä, Alva Thors und Otto Niittykoski Siebte im Mixed-Team wurde. Darüber hinaus reihte sie sich im Teamspringen auf dem zehnten Rang ein.
Am 11. Dezember 2021 debütierte Oinas in Otepää im Weltcup. Ihren ersten Wettbewerb schloss sie als Siebzehnte in den Punkterängen ab.

## Statistik

### Weltcup-Platzierungen
| Saison  | Platz | Punkte |
| ------- | ----- | ------ |
| 2021/22 | 31.   | 029    |
| 2022/23 | 36.   | 008    |

### Continental-Cup-Platzierungen
| Saison  | Platz | Punkte |
| ------- | ----- | ------ |
| 2018/19 | 14.   | 125    |
| 2020/21 | 36.   | 018    |
| 2021/22 | 15.   | 061    |